# ایمان شامپرت

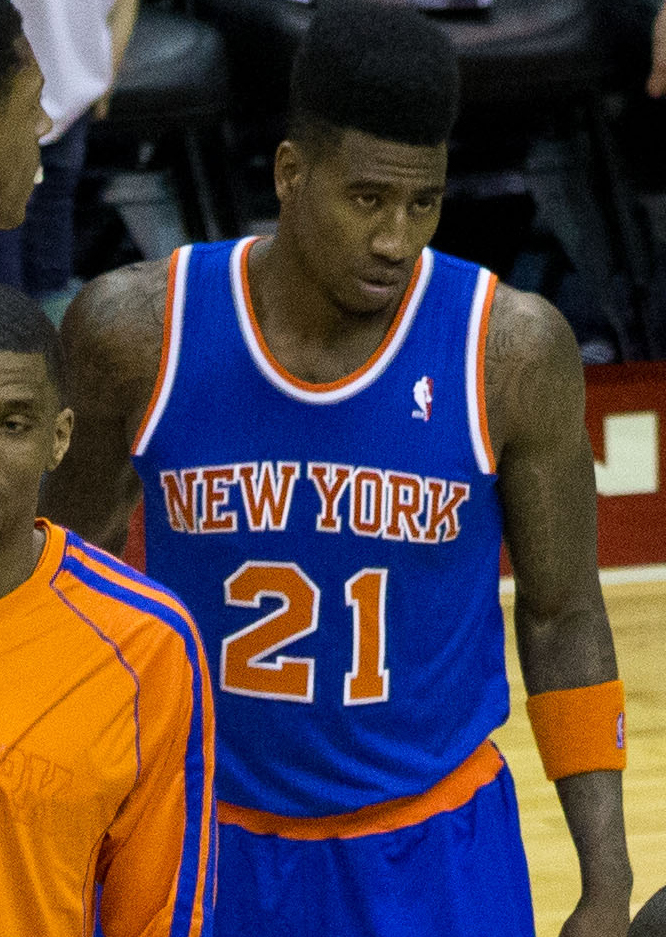

ایمان شامپرت (به انگلیسی: Iman Shumpert) متولد ۱۹۹۰ در شیکاگو بازیکن حرفه‌ای بسکتبال ان بی ای است که برای کلیولند کاوالیرز توپ میزند.
این گارد-فروارد با ۱۹۶ سانتیمتر قد از بازیکنان نوظهور لیگ ان بی ای است که سابقاً در جرجیا تک توپ می زد.